# Andrei Nikolajewitsch Mandelstam
Andrei Nikolajewitsch Mandelstam, auch Henrich Nikolajewitsch Mandelstam, (russisch Андрей Николаевич Мандельштам; * 1. Januarjul. / 13. Januar 1869greg. in Mogiljow; † 27. Januar 1949 in Paris) war ein russischer Jurist und Diplomat.

## Leben
Mandelstam, Sohn des Gynäkologen Nikolai Martynowitsch (Nochim Mendelewitsch) Mandelstam (1826–1882) und seiner Frau Wera Ossipowna Ioffe, studierte an der Universität St. Petersburg gleichzeitig in den Fakultäten für Rechtswissenschaften und Orientalistik. Nach dem Studium blieb er zunächst an der Universität, um sich auf die Professorenlaufbahn vorzubereiten.
1893 trat Mandelstam in den Dienst des Außenministeriums. 1900 verteidigte er öffentlich seine Dissertation über die Haager Konferenz für Internationales Privatrecht für die Promotion zum Magister des internationalen Rechts vor den offiziellen Opponenten Friedrich Fromhold Martens und Michael von Taube und den inoffiziellen Opponenten Michail Iwanowitsch Gortschakow und Leon Petrażycki. Darauf wurde er direkt zum Doktor des internationalen Rechts promoviert.
1898 wurde Mandelstam Dragoman an der russischen Botschaft in Konstantinopel. 1903 wurde er Geschäftsführer der Konsulate in Skopje und Bitola. 1905 war er einer der russischen Vertreter in der Kommission für den Doggerbank-Zwischenfall. 1907 war er Sekretär der Zweiten Haager Friedenskonferenz. 1913 war er Delegierter der russischen Botschaft in der Kommission für die Reformen in Türkisch-Armenien und Begründer des Reformprojekts.
Nach der Oktoberrevolution emigrierte Mandelstam zunächst nach Konstantinopel und dann nach Paris. Er betätigte sich wissenschaftlich-literarisch und war Mitarbeiter der Sowremennyje sapiski, der Jewreiskaja Tribuna, der Zeitschrift für Recht und Wirtschaft, der Revue Generale de Droit Internationale Public und anderer. Er war Korrespondierendes Mitglied des Institut de Droit international. Er gehörte zu den Gründern der Russischen Völkerbundsgesellschaft und war einer der drei Generalsekretäre. Er war Freimaurer. Während der Deutschen Besetzung Frankreichs im Zweiten Weltkrieg lebte er in den USA.
Der Revolutionär und Historiker Martyn Nikolajewitsch Ljadow war Mandelstams Bruder.